# Deutsches Generalkonsulat Istanbul

Deutsche Botschaft Konstantinopel (1877)

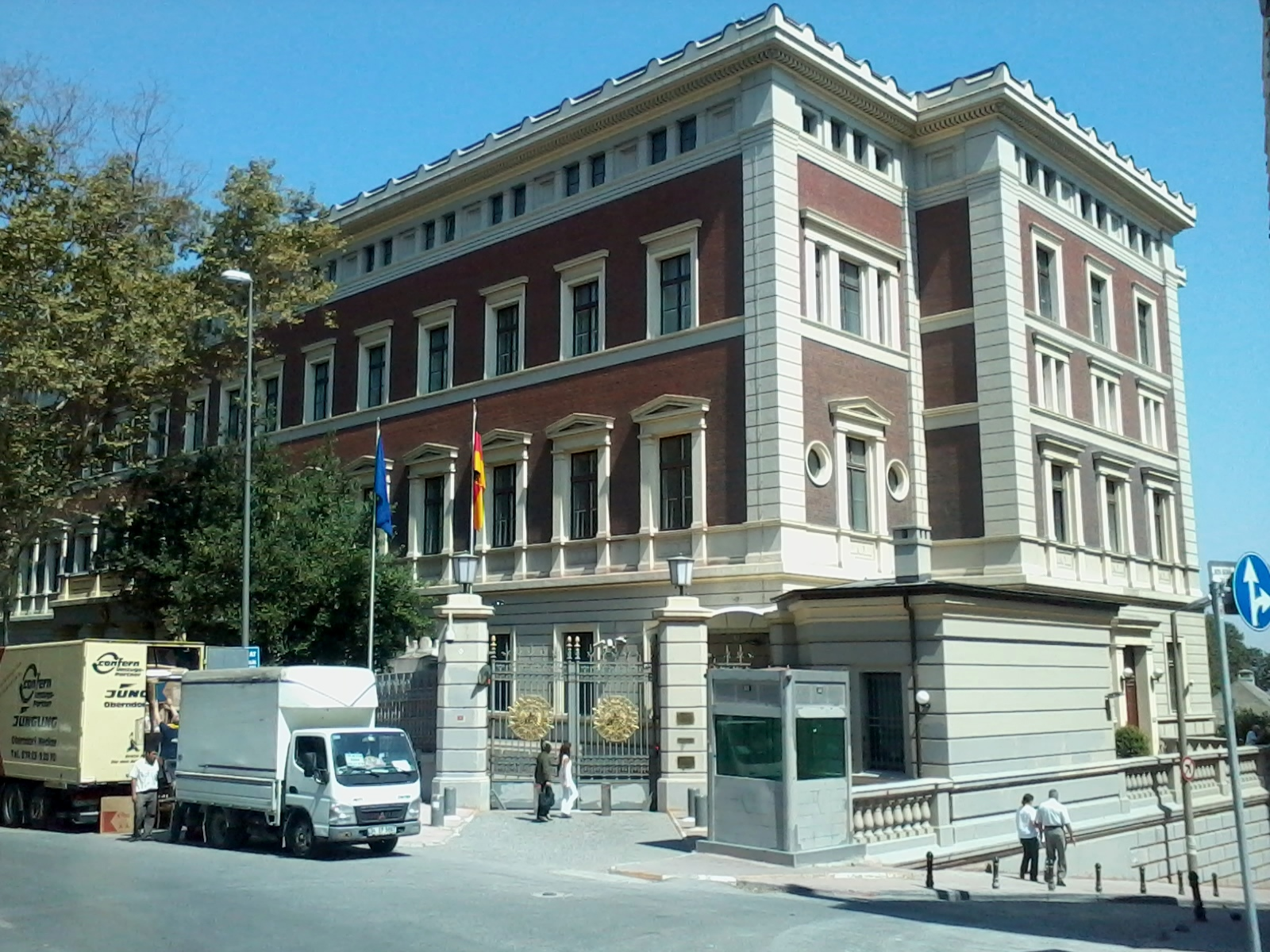
Deutsche Generalkonsulat Istanbul (2013)

Das Deutsche Generalkonsulat Istanbul (türkisch Alman Başkonsolosluğu İstanbul) ist die konsularische Vertretung Deutschlands in Istanbul, das in der İnönü Caddesi Nr. 10 in Gümüşsuyu, einem Bezirksteil von Beyoğlu, nördlich des Taksim-Platzes liegt. Bis 1928 beherbergte das Gebäude des heutigen Generalkonsulats die Botschaft des deutschen Reiches.

## Geschichte

Historische Ansicht (1907)

Nachdem 1871 das Deutsche Kaiserreich gegründet worden war, entschied sich die deutsche Regierung, eine Botschaft im damaligen Konstantinopel, der Hauptstadt des Osmanischen Reiches, zu errichten. Die Hohe Pforte bot mehrere Grundstücke zum Bau derselben an, darunter einen Teil eines ehemaligen Friedhofgeländes außerhalb des Stadtzentrums am Taksim-Platz. Am 15. Mai 1874 wurde trotz Proteste der Bevölkerung der Erwerb des rund 10.000 m² großen Grundstücks für 95.015 Taler abgeschlossen. Bedingung des Sultans war es, das Grab des Heiligen Silahtar Ali Ağa zu erhalten und zu pflegen, was bis heute geschieht.
Am 4. Dezember 1874 übernahm Albert Kortüm die Bauleitung, nachdem sein Vorgänger Hubert Göbbels, von dem auch der Entwurf stammte, gestorben war. Das Botschaftspalais – das erste des Deutschen Reiches – wurde im klassizistischen Stil errichtet. Die Botschaft erhielt sechs Stockwerke (davon zwei Untergeschosse), was zu einer gewissen Blockhaftigkeit und Ähnlichkeit mit Palazzo-Bauten führte. Am Dach wurden steinerne Adler aufgestellt, die dem Gebäude entgegen den ursprünglichen Plänen, die Wappen der deutschen Bundesstaaten einzubringen, eine eindeutig preußische Prägung gaben. Die Adler wurden in den Wirren des Ersten Weltkrieges abmontiert und sind seither verschollen. Auf dem Gelände der Botschaft befanden sich noch ein Stall und eine Wagenremise. Die Innenausstattung war im Stil der Neorenaissance gehalten und zeichnete sich durch rote Tapeten und Stuckverzierungen aus. Der erste Botschafter, Prinz Heinrich VII. zu Reuß, möblierte die Räume nach eigener Auswahl, jedoch blieben aufgrund der beschränkten Mittel einige Räume leer.
Am 1. Dezember 1877 weihte der deutsche Botschafter Prinz Reuß die erste Botschaft des Kaiserreiches ein, die in weiten Teilen auf dem Entwurf von Hubert Göbbels basierte, den dieser noch für ein anderes Grundstück vorgelegt hatte. Das Gebäude hatte eine Geschossfläche von fast 10.000 m² und ein Gesamtvolumen von 55.000 m³, ungefähr 80 Personen arbeiteten in der Botschaft. Doch die Öffentlichkeit betrachtete den Neubau durchaus kritisch: Das Gebäude sei „eine Masse ohne Gliederung und architektonische Schönheit“, hieß es. Dieser Eindruck entstand durch die Lage des imposanten Prachtbaus in einem Wohnviertel, das ansonsten durch leichtere Holzhäuser geprägt war.
In den folgenden drei Jahrzehnten verbesserte sich die Beziehung zum Osmanischen Reich erheblich, nicht zuletzt durch die Deutsche Militärmission im Osmanischen Reich, den Bau der Bagdadbahn und den Botschafter Adolf Marschall von Bieberstein. Von 1908 bis 1918 erschien auf Wunsch der Botschaft auch die deutschsprachige Zeitung "Osmanischer Lloyd".
Kaiser Wilhelm II. sorgte sich besonders um das deutsch-türkische Verhältnis und stattete Konstantinopel schon 1889, ein Jahr nach seinem Regierungsantritt, einen ersten Besuch ab. Bismarck sah das Interesse des Kaisers für den Orient sehr kritisch, da er Großbritannien, Frankreich und Russland nicht misstrauisch machen wollte. Der Besuch erfolgte mehr oder weniger kurzfristig, weshalb Sultan Abdülhamit II. die Unterkunft des Kaiserpaares, Şale Köşkü, ursprünglich ein Schweizer Holz-Chalet, kurzerhand um einige Holztüren des Çirağan-Palastes vergrößerte.
Im Rahmen der berühmten Orient-Reise Wilhelms II. 1898 wurde das Gästehaus erheblich vergrößert. Am Bosporus veranstaltete man eine Flottenparade, die sich der Kaiser zunächst von seinem Boot SMY Hohenzollern und später von der Aussichtsterrasse der Botschaft ansah.
Die dritte und letzte Istanbul-Reise des Kaisers fand 1917 statt, um den Verbündeten des Kaiserreichs im Ersten Weltkrieg den Rücken zu stärken.
Ein Jahr zuvor hatte man ein Gemälde Kaiser Wilhelms in osmanischer Uniform eines Paschas anfertigen lassen, das als Geschenk Wilhelms II. an Sultan Mehmet V. gedacht war, sich jedoch aufgrund der Kriegswirren bis heute im Generalkonsulat befindet und dort den Festsaal schmückt.
Die Entente veranlasste im Waffenstillstandsvertrag von Mudros den Abbruch der deutsch-türkischen Beziehung. Die Gesandtschaft Schwedens übernahm als Schutzmachtsvertretung die Verantwortung für das Gebäude.
Als Istanbul am 23. August 1923 durch General Mustafa Kemal Atatürk befreit wurde, wurden auch die Beziehungen zum Deutschen Reich, das inzwischen zur Republik geworden war, wieder aufgenommen. Am 29. Oktober rief Atatürk die türkische Republik aus. Die angestrebten Reformen konnten Atatürks Ansicht nach nicht in Istanbul, der bisherigen Residenz des Sultans, verwirklicht werden. Daher wurde Ankara zur Hauptstadt erklärt und alle Botschaften dorthin verlegt (siehe Deutsche Botschaft Ankara). Der Umzug der deutschen Botschaft verzögerte sich bis 1928 und erst am 4. Juni 1931 konnte die deutsche Auslandsvertretung in Istanbul als Generalkonsulat die Arbeit wieder aufnehmen.
Auf Bestreben der Alliierten wurden gegen Ende des Zweiten Weltkrieges, 1944, die Beziehungen erneut abgebrochen. Die Schweiz übernahm diesmal die Rolle der Schutzmachtvertretung.
Nachdem 1949 die Bundesrepublik Deutschland gegründet worden war, wurde auch das Generalkonsulat am 24. Oktober 1950 als eine der ersten Auslandsvertretungen der Nachkriegszeit wieder in Betrieb genommen. Bis 1953 wurde in gemieteten Räumen in Üsküdar gearbeitet, bevor der Finanzpräsident Istanbuls das Botschaftsgebäude dem deutschen Staat zurückgab.
1954 besuchte Konrad Adenauer auf seiner Türkei-Reise das Generalkonsulat.
1983 bis 1989 fand eine umfassende Renovierung statt, die Fassade, die Fenster und Türen, sowie die Stuckdecken wurden originalgetreu restauriert. Die Parkettböden des Kaisersaals und in den Salons wurden erneuert.
Am 10. September 2001 verübte eine Anhängerin der verbotenen Untergrundorganisation DHKP-C ein Selbstmordattentat vor dem deutschen Generalkonsulat in Istanbul. Dabei starben zwei türkische Polizeioffiziere und 20 Menschen wurden verletzt.
Neben dem Deutschen Generalkonsulat und den Wohnräumen des Generalkonsuls beherbergt der Bau seit 1989 die Abteilung Istanbul des Archäologischen Instituts.

## Sommerresidenz Tarabya

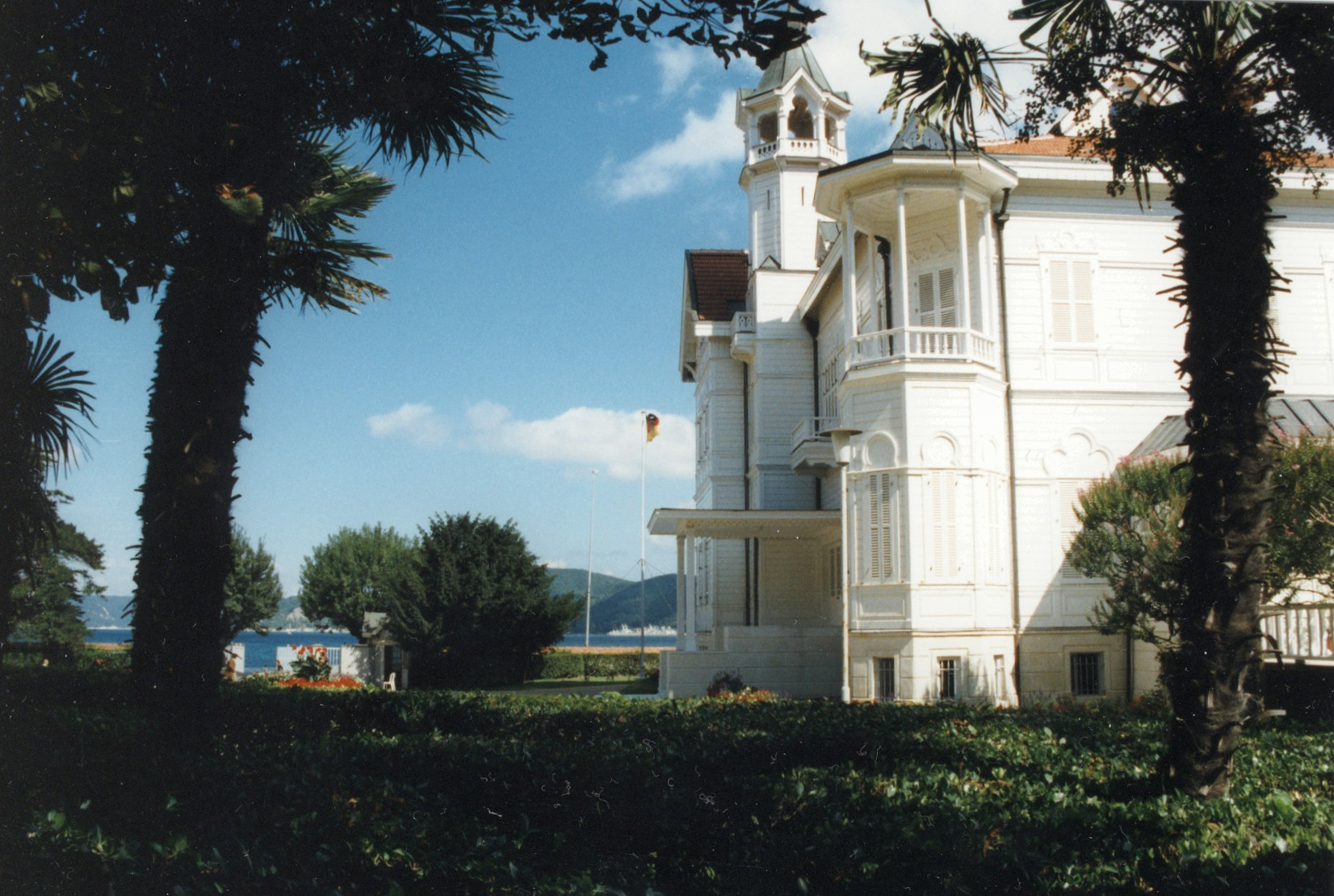
Sommerresidenz Tarabya

Im 15 km nördlich vom Stadtzentrum Istanbuls gelegenen Tarabya, wo im 19. Jahrhundert viele wohlhabende Osmanen ihr Bosporus-Sommerhaus (yalı) hatten, befindet sich die im Stil der Bosporus-Holzarchitektur errichtete historische Sommerresidenz des kaiserlichen Botschafters (Koordinaten).
Abdülhamid II. hatte 1880 der deutschen Botschaft ein Grundstück im noblen Villenviertel am Bosporus geschenkt, wo eine Sommerresidenz erbaut werden sollte. Am 4. Februar 1885 stimmte der Reichstag den Plänen zu und ordnete an, die Finanzierung über den Verkauf der vormaligen preußischen Gesandtschaft bei der Hohen Pforte zu ermöglichen.
Bereits 1882 hatte der französische Architekt Alphonse Cingria erste Entwürfe erstellt, die von Wilhelm Dörpfeld überarbeitet und maßgeblich verändert wurden. Dörpfeld plante ein Gebäude in Bosporus-Holzbausweise, so wie die umliegenden Villen (Yalı bzw. Köşk) gestaltet waren.
Von 1885 bis 1887 wurde die Sommerresidenz unter der Leitung von Armin Wegner errichtet.

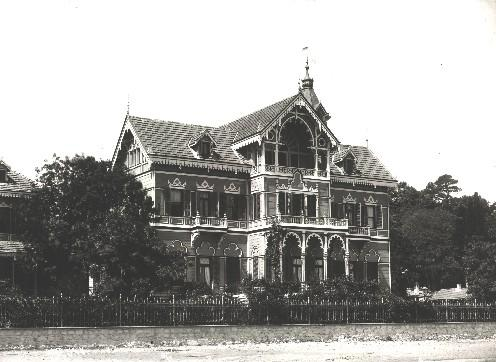
Hauptgebäude (1885)

1915 wurde in dem ca. 18 ha großen Park ein Soldatenfriedhof (zunächst als "Ehrenfriedhof der Marine") angelegt, auf dem auch Botschafter Freiherr von Wangenheim (1915) und Generalfeldmarschall Colmar Freiherr von der Goltz (1916) begraben wurden. Die künstlerische Gestaltung der Friedhofsanlage lag ab 1917 in den Händen des Bildhauers Georg Kolbe der auch die Skulptur des Ehrenmales schuf.
Auf dem großen Areal befinden sich neben der Sommerresidenz, die heute vom Generalkonsulat als Ort des deutsch-türkischen Dialogs und für kulturelle und politische Veranstaltungen genutzt wird, mehrere andere Gebäude, darunter eine ökumenische Kapelle, sowie das ehemalige Matrosenhaus der Besatzung der SMY Hohenzollern, in dem heute eine Gedenkstätte für die Gefallenen beider Weltkriege gelegen ist.

## Liste der deutschen Botschafter in Konstantinopel
- 1877–1878: Heinrich VII. Prinz Reuß
- 1878–1882: Paul von Hatzfeld zu Trachenberg
- 1882–1892: Joseph Maria von Radowitz
- 1892–1895: Hugo Julius Eduard Fürst von Radolin
- 1895–1897: Anton Saurma von der Jeltsch
- 1897–1912: Adolf Marschall von Bieberstein
- 1912–1915: Hans von Wangenheim
- 1915–1916: Paul Graf Wolff Metternich
- 1916–1917: Richard von Kühlmann
- 1917–1918: Johann Heinrich Graf von Bernstorff
- 1918–1924: keine diplomatischen Beziehungen, Schutzmachtvertretung: Schweden
- 1924–1933: Rudolf Nadolny (bis 1928 in Istanbul)

Ab 1928 dient das Gebäude der nach Ankara verlegten Botschaft als Generalkonsulat. Seit 2024 ist Regine Grienberger deutsche Generalkonsulin in Istanbul.